# リアプノフ方程式
制御理論における離散的リアプノフ方程式（りさんてきリアプノフほうていしき、英: discrete Lyapunov equation）は次の形の方程式である。
{\displaystyle AXA^{H}-X+Q=0}
ここで {\displaystyle Q} はエルミート行列、{\displaystyle A^{H}} は {\displaystyle A} の随伴行列。 
連続的リアプノフ方程式（continuous Lyapunov equation）は次の形の方程式である： {\displaystyle AX+XA^{H}+Q=0}
リアプノフ方程式は、安定性解析や最適制御といった、制御理論の多くの分野で現れる。本方程式や関連する方程式の名称はロシアの数学者アレクサンドル・リャプノフにちなんでいる。

## 安定性に対する応用
以下の定理では {\displaystyle A,P,Q\in \mathbb {R} ^{n\times n}} とし、また {\displaystyle P} と {\displaystyle Q} は対称行列とする。記法 {\displaystyle P>0} は行列 {\displaystyle P} が正定値であることを表す。
定理 （連続時間版）：  どのような {\displaystyle Q>0} に対しても、{\displaystyle A^{T}P+PA+Q=0} を満たす {\displaystyle P>0} が一意的に存在するための必要十分条件は、線形常微分方程式系 {\displaystyle {\dot {x}}=Ax} が大域的に漸近安定（globally asymptotically stable）であることである。2次関数 {\displaystyle V(x)=x^{T}Px} は安定性の保証に用いることができるリアプノフ関数である。
定理 （離散時間版）：  どのような {\displaystyle Q>0} に対しても、{\displaystyle A^{T}PA-P+Q=0} を満たす {\displaystyle P>0} が一意的に存在するための必要十分条件は、写像の反復による系 {\displaystyle x(k+1)=Ax(k)} が大域的に漸近安定であることである。上述と同様に、{\displaystyle z^{T}Pz} がリアプノフ関数となる。

## 計算理論的側面
リアプノフ方程式を解くために特化した計算手法を用いることができる。離散型に対しては北川源四郎によるシューア法が頻用される。連続型に対してはBartels–Stewart法が利用できる。

## 解析解
vec作用素 {\displaystyle \operatorname {vec} (A)} を（行列 {\displaystyle A} から1列のベクトルへの）積み重ね作用素とし、{\displaystyle A\otimes B} を {\displaystyle A} と {\displaystyle B} のクロネッカー積と定義すると、連続・離散時間のリアプノフ方程式を、ある行列方程式として表現できる。さらに、もし {\displaystyle A} が安定的であれば、解もまたある積分（連続時間の場合）または級数（離散時間の場合）で表現できる。

### 離散時間
{\displaystyle \operatorname {vec} (ABC)=(C^{T}\otimes A)\operatorname {vec} (B)} という結果を使うと、次の方程式
{\displaystyle (I_{n^{2}}-{\bar {A}}\otimes A)\operatorname {vec} (X)=\operatorname {vec} (Q)}
が得られる。ここで恒等行列 {\displaystyle I_{n^{2}}} は整合行列である。逆行列によってこの線形方程式を解けば {\displaystyle \operatorname {vec} (X)} が求められる。行列 {\displaystyle X} を得るには {\displaystyle \operatorname {vec} (X)} を適切に配列し直せばよい。
さらに、{\displaystyle A} が安定的であれば、解 {\displaystyle X} は次のように書ける。
{\displaystyle X=\sum _{k=0}^{\infty }A^{k}Q(A^{H})^{k}}
比較のために1次元の場合を考えてみると、これは単に {\displaystyle (1-a^{2})\,x=q} の解が {\displaystyle x={\tfrac {q}{1-a^{2}}}=\sum _{k=0}^{\infty }q\,a^{2k}} であると言っているのと同じことである。

### 連続時間
再びクロネッカー積とvec作用素の記法を用いると、行列方程式
{\displaystyle (I_{n}\otimes A+{\bar {A}}\otimes I_{n})\operatorname {vec} X=-\operatorname {vec} Q}
が得られる。ただし {\displaystyle {\bar {A}}} は行列 {\displaystyle A} の各要素を複素共役で置き換えた行列である。
離散時間の場合と同様に、{\displaystyle A} が安定的であれば、解 {\displaystyle X} は
{\displaystyle X=\int _{0}^{\infty }\mathrm {e} ^{A\,\tau }Q\mathrm {e} ^{A^{H}\,\tau }d\tau }
と書ける。
比較のために1次元の場合を考えてみると、これは単に {\displaystyle 2\,a\,x=-q} の解が {\displaystyle x={\tfrac {-q}{2\,a}}=\int _{0}^{\infty }q\,\mathrm {e} ^{2\,a\,\tau }d\tau } であると言っているのと同じことである。